# Того на Зимским олимпијским играма 2014.
Того је у свом дебитантском наступу на Зимским олимпијским играма 2014. у Сочију ( Краснодарски крај, Русија) учествовао са две олимпијке у алпском скијању и скијашком трчању.
Того је остао у групи земаља које нису освојиле ниједну медаљу.
Заставу Тогоа на свечаном отварању Олимпијских игара 2014. носила је Матилде-Амиви Петижан.

## Учесници по спортовима
| Спорт           | Мушкарци | Жене | Укупно |
| --------------- | -------- | ---- | ------ |
| Алпско скијање  | 0        | 1    | 1      |
| Скијашко трчање | 0        | 1    | 1      |
| Укупно (2)      | 0        | 2    | 2      |

## Алпско скијање
Закључно са 17. јануаром 2014. спортисти ит Тогоа обезбедили су једну учесничку квоту у алпском скијању. Алессиа Афи Дипол је натурализована Тогоанка, пореклом из Италије. Она нема породичне везе са земљом коју преставља. Она је изабрала да представља ову земљу, јер, њен отац поседује фабрику одеће у Тогоу.
| Скијаш/ица        | Дисциплина   | 1. вожња | 1. вожња | 2. вожња | 2. вожња | Укупно  | Укупно     | Укупно    |
| Скијаш/ица        | Дисциплина   | Време    | Поз.     | Време    | Поз.     | Време   | Заостатак. |           |
| ----------------- | ------------ | -------- | -------- | -------- | -------- | ------- | ---------- | --------- |
| Алесија Афи Дипол | Ж велеслалом | 1:31,66  | 60       | 2:31,14  | 53       | 3:02,80 | + 25,93    | 55/67(90) |
| Алесија Афи Дипол | Ж слалом     | НЗ       | НЗ       | НЗ       | НЗ       | НЗ      | НЗ         | НЗ        |

## Скијашко трчање
Према коначној расподели квота објављеном 20. јануара 2014. спортисти из Тогоа обезбедили су једну учесничку квоту у скијашком трчању. Матилда-Амиви Петижан рођена је у Нигеру, а пошто јој је мајка из Тогоа а дозвољено је да се такмиче за те земљу. Већи део живота живела је у Горњој Савоји Француска, где је и научила да скија.

### Жене
| Скијашица             | Дисциплина     | Финале  | Финале    | Финале                                               |
| Скијашица             | Дисциплина     | Време   | Заостатак | Пласман                                              |
| --------------------- | -------------- | ------- | --------- | ---------------------------------------------------- |
| Матилде-Амиви Петижан | 10 км класично | 37:26,7 | +9:08,9   | 68/75(76) Архивирано на веб-сајту (14. фебруар 2014) |